# Narkister
Narkister, även narister eller varisker, var en germansk folskstam (benämndes så av bland andra Tacitus). De bodde norr om floden Donau i nuvarande Bayern och tillhörde de svebiska stammarna. De deltog förmodligen i de uppror som markomanner, kvader och sveber genomförde århundradena efter Kristus innan de underkuvades av romarna och sedan tvångsförflyttades därifrån när Decumatien intogs år 83 e.Kr. Efter att germanerna omorganiserat sig i större folkförbund så kallades sydgermanerna istället för allemanner, bavarier och sveber.